# Wouter Gudde
Wouter Henricus Gudde (Schiedam, 5 augustus 1984) is een Nederlands voormalig voetballer. Na zijn carrière als voetballer ging hij aan de slag als bestuurder in het betaald voetbal.

## Carrière

### Voetballer
Gudde begon met voetballen bij Excelsior Maassluis. Hier werd hij op twaalfjarige leeftijd gescout door Feyenoord, dat hem vroeg in de Academy van de club te komen spelen. Hij speelde enkele jaren in de jeugd van de stadionclub, maar moest daar uiteindelijk vertrekken na een slepende knieblessure, waarop hij terugkeerde naar Maassluis. In 2004 kreeg hij alsnog een kans in het betaald voetbal, toen Sparta Rotterdam zich voor hem meldde. Hier maakte hij nog datzelfde jaar zijn debuut in de eerste divisie. Hij maakte zijn debuut in het Nederlandse betaalde voetbal op 24 september 2004 in de competitiewedstrijd tegen MVV (1-1), toen hij na 78 minuten werd vervangen door Edwin van Bueren.
In het seizoen 2005-2006 veroverde hij, mede doordat vaste kracht Danny Schenkel kampte met een blessure, een basisplaats en speelde dat seizoen 25 wedstrijden in de eredivisie. Tijdens de start van het seizoen 2006-2007 gaf trainer Wiljan Vloet echter de voorkeur aan Steve Olfers en Schenkel in het centrum van de verdediging, waardoor Gudde uit de basiself verdween en uiteindelijk op een zijspoor belandde. Dat jaar rondde hij wel zijn studie bedrijfskunde aan de Erasmus Universiteit af. Na nog een half jaar bij Sparta te hebben gespeeld, vertrok Gudde, in januari 2008, transfervrij naar RKC Waalwijk, dat op dat moment uitkwam in de eerste divisie.
Gudde speelde tweeënhalf seizoen bij RKC Waalwijk, waarmee hij in 2009 promoveerde naar de eredivisie. Gudde was bij RKC, ondanks diverse blessures, verzekerd van een basisplaats. Hij groeide, onder trainer Ruud Brood, uit tot een van de drijvende krachten van het elftal. De club bereikte zowel in 2008 als in 2009 de 2e plaats van de eerste divisie en wist in 2009 via de nacompetitie te promoveren naar de eredivisie. In het seizoen 2009-2010 was Gudde aanvoerder van de club. Het seizoen verliep echter teleurstellend voor de club, die op de 18e plaats eindigde en hierdoor direct weer degradeerde naar de eerste divisie.
Gudde had bij RKC Waalwijk een aflopend contract, dat formeel al in maart 2010 werd opgezegd. Gudde wilde naast zijn actieve carrière zijn focus ook meer gaan verleggen naar zijn maatschappelijke carrière. Toen bleek dat RKC Waalwijk hem deze kans niet kon bieden, vertrok Gudde naar Excelsior, dat net gepromoveerd was naar de eredivisie. Hij kon zijn werk als profvoetballer bij het eerste elftal combineren met een functie als commercieel medewerker.
Gudde tekende bij Excelsior een contract voor drie seizoenen, maar al aan het einde van zijn eerste seizoen maakte hij bekend te stoppen met voetballen, door enkele aanhoudende blessures. Gudde merkte daarnaast dat hij het moeilijk vond de fysieke kracht te vinden om iedere dag op het trainingsveld te staan en dat zijn interesse steeds meer verschoof naar zijn commerciële functie bij de club. Hierop ging hij zich geheel richten op zijn kantoorfunctie bij de Excelsior en keerde hij terug naar de amateurs van Excelsior Maassluis. Hij speelde zijn laatste wedstrijd op 26 mei 2011 tegen Helmond Sport.

### Bestuurder
Gudde kwam bij Excelsior nauw samen te werken met Ferry de Haan en verantwoordelijk voor onder meer de maatschappelijke projecten van Excelsior. Tevens nam hij directietaken over van toenmalig algemeen directeur Simon Kelder. Gudde werd daarbij binnen de club gezien als diens mogelijke opvolger. Gudde werd in juli 2012 commercieel manager van Excelsior en in juli 2014 commercieel directeur.
Gudde werd in februari 2019 benoemd tot nieuwe algemeen directeur van FC Groningen. Hij volgde Hans Nijland op, die na het lopende seizoen vertrok. De nieuwe directie, onder leiding van Gudde met daarin onder andere Mark-Jan Fledderus,  presenteerde op 12 januari 2020 het beleidsplan 'Samen naar de Grote Markt'. Hiermee wilde de club doorgroeien om structurelere deelname aan Europees voetbal te realiseren. De Raad van Commissarissen van de club toonde zich tevreden over het functioneren en de manier van leiding geven van Gudde. Daarom werd op 31 maart 2021 zijn contract verlengd tot medio 2026.
In het seizoen 2022/23 eindigde Groningen als achttiende en laatste in de Eredivisie en degradeerde na 26 jaar naar de Eerste Divisie. De seizoenstart in op dit lagere niveau was teleurstellend. Na 12 wedstrijden stond de club met 14 punten op de dertiende plaats. Op 3 november werd bekend dat Gudde uiterlijk aan het eind van het seizoen zou terugtreden als er een opvolger voor hem als algemeen directeur werd gevonden. Later werd bekend dat hij na het seizoen 2023/24 zou worden opgevolgd door Frank van Mosselveld, die overkwam van RKC Waalwijk. Op de laatste speeldag van het seizoen, 10 mei 2024, stelde Groningen promotie naar de Eredivisie veilig.

## Statistieken
| Seizoen | Club             | Duels | Goals | Competitie     |
| ------- | ---------------- | ----- | ----- | -------------- |
| 2004/05 | Sparta Rotterdam | 24    | 0     | Eerste divisie |
| 2005/06 | Sparta Rotterdam | 26    | 1     | Eredivisie     |
| 2006/07 | Sparta Rotterdam | 18    | 0     | Eredivisie     |
| 2007/08 | Sparta Rotterdam | 4     | 0     | Eredivisie     |
| 2007/08 | RKC Waalwijk     | 14    | 0     | Eerste divisie |
| 2008/09 | RKC Waalwijk     | 33    | 3     | Eerste Divisie |
| 2009/10 | RKC Waalwijk     | 22    | 0     | Eredivisie     |
| 2010/11 | Excelsior        | 12    | 1     | Eredivisie     |
| Totaal  | Totaal           | 153   | 5     |                |

## Privé
Wouter Gudde is een zoon van Eric Gudde, directeur betaald voetbal bij de Koninklijke Nederlandse Voetbalbond.